# O Herre Gud, oändelig
O Herre Gud, oändelig är en psalm med tre korta verser av okänd svensk författare från 1572 och bearbetad av Johan Olof Wallin 1816.
Melodin är enligt 1939 års koralbok från 1551 och första gången tryckt i Octante trois psaumes de David, med viss bearbetning sannolikt och samma som används till Betrakten väl de tio bud (1819 nr 142, 1937 nr 178). Andra versioner av koralen används till Så älskade Gud världen all (1937 nr 31, 1986 nr 28) och Vår Gud, till dig du skapat oss (1986 nr 337).

## Publicerad som
- Göteborgspsalmboken med inledningsorden O Herre Gud aff Himmelrik/ Giff oss Nådh til at prijsa tigh under rubriken "Om then H. Trefaldigheet".[1]

- 1695 års psalmbok som nummer 190 med titelraden "O Herre Gud af Himmelrik / Gif oss nåd til att prisa dig" under rubriken "Om den Hel. Treenighet".
- 1819 års psalmbok som nummer 23 under rubriken "Guds enhet och treenighet".
- 1937 års psalmbok som nummer 23 under rubriken "Trefaldighetspsalmer".
- Finlandssvenska psalmboken 1986 som nummer 148 med titelraden "O Herre Gud i himmelrik" under rubriken "Guds treenighet".